# Michel Faber
Michel Faber es un escritor de ficción neerlandés nacido el 13 de abril de 1960 en La Haya, Países Bajos. Con siete años, emigró junto a sus padres a Australia, dónde asistió a la escuela primaria y secundaria en Melbourne, más específicamente en los suburbios de Boronia y Bayswater. Continuó su formación en la Universidad de Melbourne con estudios de holandés, filosofía, retórica, idioma inglés y literatura inglesa, graduándose en 1980.
Faber trabajó como limpiador y en varios oficios ocasionales, anterior a su entrenamiento como enfermero en Marrickville y los hospitales en los suburbios occidentales de Sídney. Fue enfermero hasta mediados de la década de 1990. En 1993 emigró con su familia y su segunda esposa a Escocia, donde se radicó.

## Nacionalidad
En Escocia se considera a Faber como un autor escocés, o al menos escocés de "formación". El hecho de que la mayoría de los premios que le fueron otorgados hayan sido escoceses, como el Premio Neil Gunn, el Premio Mallacan y el Saltire First Book of the Year Award y, que sus obras sean publicadas con sede en Escocia, dan crédito a esta opinión.
En Australia se lo considera australiano, debido al tiempo de residencia que pasó allí y porque su formación se realizó en el país, además, sus cuentos se sitúan en Australia.
En los Países Bajos se lo considera neerlandés, con excepción de aquellos quiénes desconocen su origen, aun cuando sus obras están traducidas al holandés por traductores profesionales.
En el año 2001, cuando la publicación de su libro The Crimson Petal and the White era inminente, Canongate instó a que Faber se convirtiese en ciudadano del Reino Unido para que el libro pudiese ser presentado en el Premio Brooker, que en ese momento solo se encontraba disponible para ciudadanos del Commonwealth. Faber se negó aduciendo que no deseaba ser ciudadano de un país que enviara tropas a Afganistán e Irak siguiente a Estados Unidos.
La nacionalidad de Michel continúa siendo neelandesa, él mismo no se identifica con ninguna nacionalidad en particular y los temas, el alcance y el estilo de su obra no se caracterizan por ser británicos, australianos o holandeses, pero sí, europeos.

## Trabajo

### Ficción
Faber escribe seriamente desde los catorce años de edad, pero no presentó sus trabajos para su publicación. Muchas historias cortas aparecieron en su debut, al igual que los primeros borradores de "Pétalo Carmesí, Flor Blanca" (The Crimson Petal and the White), que se realizaron en 1980 y fueron guardados. Otra novela fue terminada en ese período A Photograph of Jesus. Durante 1990 y con el apoyo de su segunda esposa, Eva, Faber comenzó a inscribirse y a ganar competiciones de historias cortas, lo que lo condujo a ser abordado por los editores de Canongate Books con sede en Edimburgo, y que han publicado su trabajo en el Reino Unido desde entonces.
Su primer libro fue lanzado en 1998, consistente en una colección de cuentos llamada Some Rain Must Fall. Entre las historias, Piece había ganado el Premio Ian St. James en 1996, Fish había ganado el Premio Macallan en el mismo año y Half a Millon Pounds and A Miracle el Premio Neil Gunn en 1997.
La primera novela que Faber publicó fue Bajo la piel (Under the Skin), en el año 2000, escrito e inspirado en las tierras altas escocesas. Al igual que muchos de los trabajos de Faber, es un desafío a la fácil categorización y contiene elementos de ficción, thriller y terror. Fue traducido a diecisiete idiomas en 2004 y fue candidato al Premio Whitbread.
La segunda novela publicada de Faber fue The Hundred and Ninety-Nine Steps en 2001, ambientada en Whitby. La edición de tapa dura original incluía fotografías en color manipuladas digitalmente, que estuvieron ausentes en las reediciones posteriores. Es una obra radicalmente diferente de Bajo la piel y el juicio de la crítica fue dispar.
La tercera novela publicada fue The Courgae Consort en 2002, que trata de un coro que ensaya una obra de música d vanguardia.
En 2002 y con 850 páginas publicó The Crimson Petal and the White, ambientado en Londres de 1870 y que gira en torno a una prostituta de 19 años llamada Sugar. Fue descrita por algunos críticos como posmoderna, mientras que otros adujeron que era "la novela que Dickens hubiera escrito si se le hubiese permitido hablar con libertad". Veinte años en la escritura y Faber demostraba su admiración por la prosa de Dickens y la arquitectura narrativa de George Eliot. Sus temas fueron catalogados de feministas, con conocimiento post freudiano de la patología sexual y un post marxismo marcado en el análisis de clases, así como el haber tenido acceso a textos victorianos pornográficos que habían sido suprimidos a finales del siglo XX. "Pétalo Carmesí, Flor Blanca" ha sido éxito de ventas en Estados Unidos, Francia, Italia, Holanda y Bélgica, y su venta ha sido aceptable en los restantes países.
Luego de su paso por Médicos sin Fronteras (MSF), en julio de 2006 se publica Bye, Bye, Natalia con la edición de Granta, que luego será elegida para la inclusión en el año 2008 de los cuentos The O. Henry Prize Stories, una antología anual dedicada a los escritores que han realizado "una importante contribución al arte del cuento".
La segunda colección de historias cortas de Faber, The Farenheit Twins fue publicada en 2005 y la primera historia allí contenida, "The Safehouse" ganó el segundo lugar en la primera edición del National Short Story Prize (que posteriormente sería renombrado por la BBC como National Short Story Award).
Temeroso de ser encasillado, sobre todo en Estados Unidos donde, por lejos, su historia más conocida es The Crimson Petal, Faber juró que nunca más escribiría una secuela de su novela victoriana. Sin embargo, escribió una serie de cuentos con los personajes de esa novela, en escenarios anteriores o posteriores al tiempo en el que transcurre. Aun cuando no es una secuela, las historias aportan datos adicionales sobre los personajes y sus vidas pasadas y futuras. Publicada por primera vez en Italia, por los editores de Einaudi, posteriormente las historias se publicaron además por Canongate en 2006, llamadas "The Apple".
The Last Gospel, fue publicada en 2008 como parte de la serie Myth Canongate, inspirada en el mito de Prometeo, cuenta la historia de un estudioso del arameo llamado Theo que roba un Evangelio que contiene la muerte de Jesús y que se encuentra en Irak. El libro además contine una suave burla al mundo editorial.

### Periodismo
Entre los años 2001 y 2004, Faber realiza la crítica de libros para el diario Scotland on Sunday. A lo largo de 2004, escribe una columna habitual en el Sunday Herald llamada "Imagen Consciente", analizando el significado, propósito y asociación de diversas fotografías. Desde el año 2003 ha sido revisor para The Guardian, principalmente para la elección de ficción extranjera en traducción, colecciones de cuentos, novelas gráficas y libros sobre música.
En 2004, Faber viajó a Ucrania con Médicos sin Fronteras (MSF) como parte de su proyecto "Autores de Primera Línea". Con el proyecto, un total de catorce autores visitaron los proyectos de MSF en partes remotas del mundo, con ello escribió un artículo para la revista The Sunday Times sobre el tema. En el artículo "Heart of Darkness" se refiere a la epidemia del HIV-sida en Ucrania, la cual fue publicada el 9 de enero de 2005.
En 2006, Faber contribuyó con un ensayo "Dreams in the Dumpster, Language Down the Drain" en una colección que examinala participación de Estados Unidos y el Reino Unido en la guerra de Irak.

### Novelas
- Under the Skin - Bajo la Piel (2000)
- The Hundred and Ninety-Nine Steps (2001)
- The Courage Consort (2002)
- The Crimson Petal and the White - Pétalo Carmesí, Flor Blanca (2002)
- The Fire Gospel (2008) como parte de la serie Canongate Myth Series
- The Book of Strange New Things (2014)
- El libro de las cosas nunca vistas (2016)

### Ficción Corta
- Some Rain Must Fall (1998)
- The Fahrenheit Twins (2005) también publicado como Vanilla Bright Like Eminem
- Bye Bye Natalia (2006) en Granta 94 - On the Road Again: Where Travel Writing Went Next
- The Apple: Crimson Petal Stories (2006)
- Walking After Midnight (2009) en Ox-Tales: Water

### No ficción
- Dreams in the Dumpster, Language Down the Drain (2006) en Not One More Death